# إينيس باز
إينيس باز (بالإسبانية: Inés Paz)‏ هي صحفية ومذيعة ومقدمة تلفزيونية إسبانية، ولدت في 21 فبراير 1980 في خيخون في إسبانيا.

## روابط خارجية
- إينيس باز على موقع IMDb (الإنجليزية)